# Idaea roseomarginaria
Idaea roseomarginaria là một loài bướm đêm trong họ Geometridae.